# Bonaventura Peeters
Pour les articles homonymes, voir Bonaventura et Peeters.
Bonaventura Peeters, né le 23 juillet 1614 à Anvers et mort le 25 juillet 1652  à Hoboken (Belgique), est un peintre baroque flamand qui est connu pour ses œuvres dépeignant des paysages maritimes et des bateaux naufragés,.

## Biographie
Bonaventura Peeters est né le 23 juillet 1614 à Anvers en Belgique. Il est le frère des peintres Jan Peeters I, Gillis Peeters, et Catharina Peeters (en). Il apprend à peindre auprès de son père, qui est maitre à Anvers et membre de la guilde de Saint-Luc à partir de 1607-1608. Il devient lui-même membre de la guilde de Saint-Luc d'Anvers en 1634. 

## Œuvre

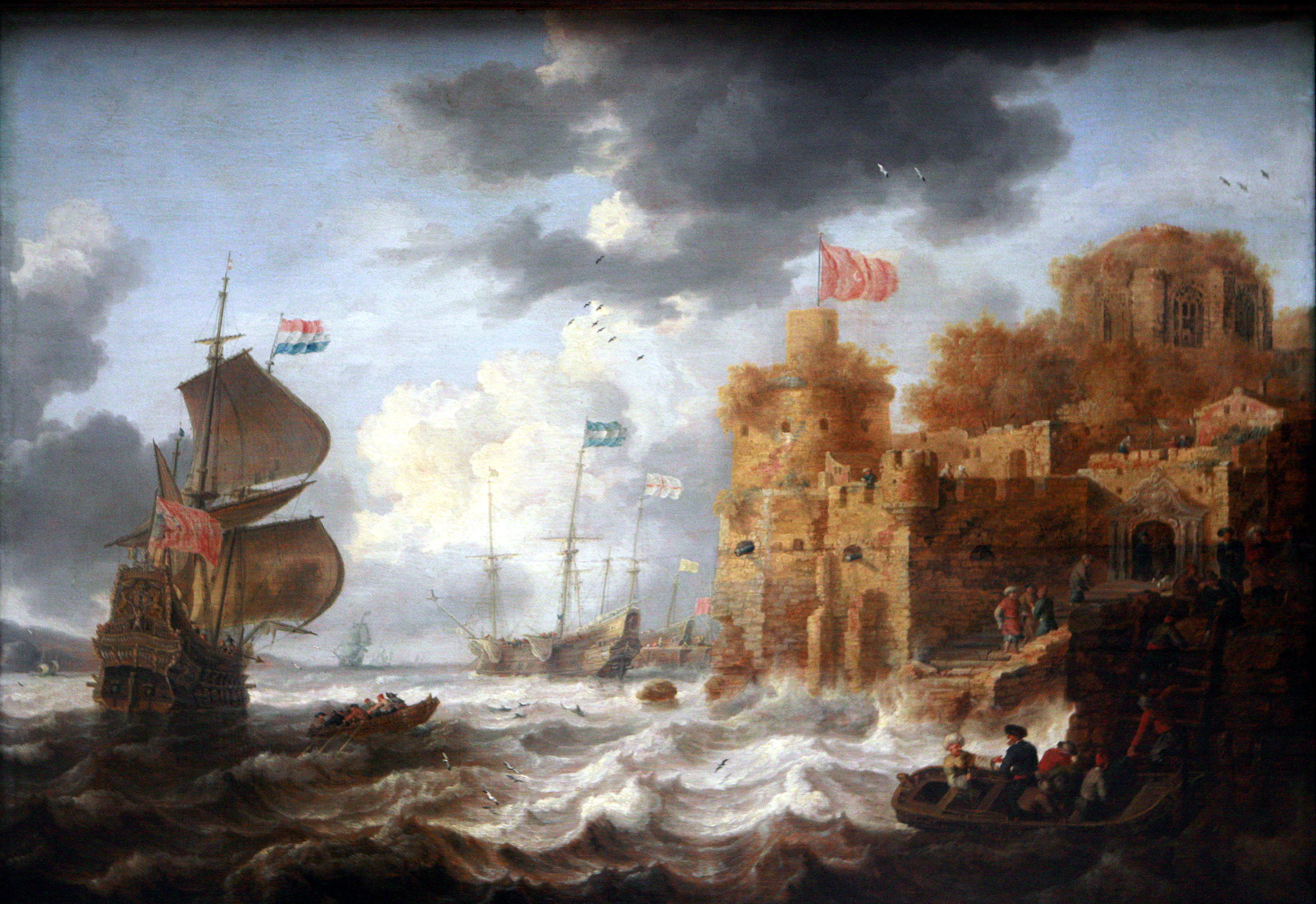
Un Port en Orient
Bruxelles

Ses premières œuvres illustrant des paysages sont influencées par l'école hollandaise de peinture. Il peint des naufrages sur des mers agitées et des vues plus calmes de l'Escaut et du littoral, d'une palette subtile et nuancée.
Un peu plus tard, ses œuvres sont marquées par les couleurs fortes et rappellent les tons propres au classicisme italien. Ce changement de style reflète la demande internationale croissante de paysages italianisants.
- Vue d'un embarcadère animé de personnages (1643), huile sur bois, 41 × 72 cm[5].
- Un Port en Orient, huile sur bois, 66 × 94 cm, Musée Old Masters, Bruxelles[6].
- Marine, huile sur toile, musée des Beaux-Arts de Brest.
- Flotte à l'entrée d'un port, huile sur toile, 80 × 117 cm, Musée Jeanne d'Aboville à La Fère

## Interprétations
- Port de Flessingue et L'arrivée à Flessingue, gravures de Jean-Jacques Le Veau d'après Bonaventura Peeters.